# Bovallstrands kyrka
Bovallstrands kyrka, tidigare Bovallstrands kapell, är en kyrkobyggnad i samhället Bovallstrand i Sotenäs kommun. Den tillhör Tossene församling i Göteborgs stift.

## Kyrkobyggnaden
Träkyrkan är vitmålad i nygotisk stil med tegeltak. De spröjsade fönstren överkarmar är spetsiga. Koret har en tresidig absid och i väster finns ett vidbyggt torn, som avslutas uppåt med spetsiga gavlar och kröns av låga koppartäckta spiror. Byggnaden uppfördes åren 1916–1917 och är den sista i en serie om tre snarlika bohuslänska träkapell, som uppfördes av byggmästaren Axel Johansson. De andra är Nösunds kapell (1912) och Hamburgsunds kapell (1914-1915).

## Inventarier
- Altartavlan och korets fyra målningar är utförda av Kristian Lundstedt
- Predikstolen med åttakantig korg är samtida med kyrkan och har fyra bemålade fält.
- Dopfunt av trä med dopskål i nysilver från 1924.
- Votivskeppet är en donation av fiskaren Görtz Högdén.
- Nattvardskalk och paten från 1954 är av silver.

## Orgel
Den tidigare orgeln, tillverkad 1958 Grönvalls orgelbyggeri, ersattes 2001 av ett nytt instrument från Walter Thür Orgelbyggen med elva stämmor fördelade på två manualer och pedal.

## Bilder

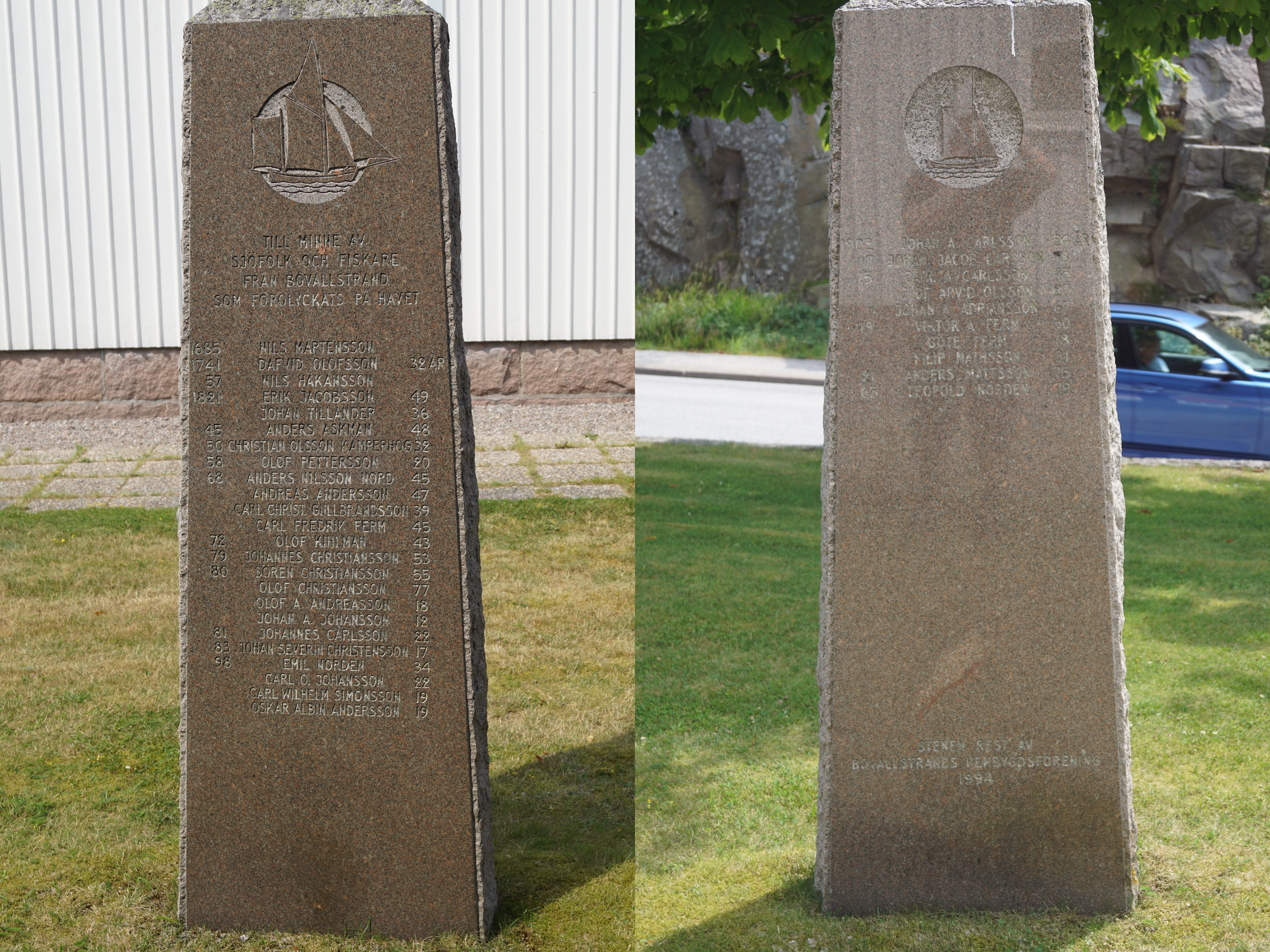
Minnessten över alla förlista bovallsbor.